# رونالد باسكوال
رونالد باسكوال (23 يونيو 1988 في الفلبين - ) هو لاعب كرة سلة فلبيني في مركز هجوم صغير الجسم. لعب مع سان ميغيل بيرمن.

## وصلات خارجية
- رونالد باسكوال على موقع ريلجم (الإنجليزية)
- رونالد باسكوال على موقع بروبوليرز (الإنجليزية)